# Tursk (Lubusz)
Pour les articles homonymes, voir Tursk.
Tursk (prononciation : [tursk]) est un village polonais de la gmina de Sulęcin dans le powiat de Sulęcin de la voïvodie de Lubusz dans l'ouest de la Pologne.
Il se situe à environ 6 km au sud de Sulęcin (siège de la gmina et du powiat), 39 km au sud de Gorzów Wielkopolski (capitale de la voïvodie) et 58 km au nord-ouest de Zielona Góra (siège de la diétine régionale).

## Histoire
Après la Seconde Guerre mondiale, avec la mise en œuvre de la ligne Oder-Neisse, le village est intégré à la République populaire de Pologne. La population d'origine allemande est expulsée et remplacée par des polonais.
De 1975 à 1998, le village appartenait administrativement à la voïvodie de Gorzów.

Depuis 1999, il appartient administrativement à la voïvodie de Lubusz